# Drymusa canhemabae
Espèce
Drymusa canhemabae est une espèce d'araignées aranéomorphes de la famille des Drymusidae.

## Distribution
Cette espèce est endémique du Pará au Brésil,. Elle se rencontre vers Juruti.

## Description
Le mâle holotype mesure 2,16 mm et la femelle paratype 2,66 mm.

## Systématique et taxinomie
Cette espèce a été décrite par Brescovit, Bonaldo et Rheims en 2004.

## Publication originale
- Brescovit, Bonaldo & Rheims, 2004 : « A new species of Drymusa (Araneae, Drymusidae) from Brazil. » Zootaxa, no 697, p. 1-5.